# Gilles De Bilde
Gilles De Bilde (født 9. juni 1971 i Zellik, Belgien) er en tidligere belgisk fodboldspiller (angriber).
De Bilde startede sin karriere hos Eendracht Aalst i hjemlandet, hvor han havde stor succes som angriber, og i 1994 blev kåret til Årets spiller i belgisk fodbold. Herefter skiftede han til storklubben RSC Anderlecht, hvor han spillede to år inden turen i januar 1997 gik til Holland og PSV Eindhoven.
De Bildes succes fortsatte i Holland, hvor han over to sæsoner scorede 24 mål i 49 kampe for PSV i Æresdivisionen, og også var med til at vinde det hollandske mesterskab i 1997. Han skiftede herefter til Sheffield Wednesday i den engelske Premier League, og spillede også på et lejeophold i Aston Villa. Opholdet i England blev ikke så succesfuldt som håbet, og i 2001 vendte han hjem til Anderlecht. Han sluttede karrieren af med ophold hos Lierse SK og den lavere rangerende klub Willebroek-Meerhof

## Landshold
De Bilde spillede desuden 25 kampe for det belgiske landshold. Han var en del af det belgiske hold til EM i 2000 på hjemmebane. Her spillede han én af belgiernes tre kampe, 2-0-nederlaget til Tyrkiet, der betød at holdet røg ud allerede efter gruppespillet.